# インペラトールホソアカクワガタ
インペラトールホソアカクワガタ (Cyclommatus imperator) は、節足動物門昆虫綱甲虫クワガタムシ科に属するクワガタムシの一種。
ミカドホソアカクワガタ、コウテイホソアカクワガタという別名もある。

## 分類
インペラトールホソアカクワガタ Cyclommatus imperator imperator (Boileau, 1905)
パプアニューギニアからインドネシア、イリアンジャヤワメナ周辺。
標本、生き虫共に流通しているが近年、生き虫の流通が少なくなっている。色彩変異の豊かな種類である。赤、紫、黒、青、緑、銅といった色彩が見られるが殆どがノーマルタイプの銅色型である。ニューギニア島最大のクワガタムシでありホソアカクワガタ属の中ではメタリフェルホソアカクワガタに続き3番目に大きな種類である。
モンギロンホソアカクワガタ C. i. monguilloni Lacroix, 1981
イリアンジャヤ
インペラトールホソアカとの違いは大顎の第2内歯が消失していることであり、珍品。生き虫、標本共に流通しているが価格はインペラトールホソアカの何倍にもなる。稀に大顎の基部に細かい内歯が出る個体がいる。
上記の亜種以外にも「亜種」とされる種は存在しているがいずれもシノニムとして整理されると考えられる。

## 飼育・繁殖
近縁種のエラフスホソアカクワガタよりは若干簡単と言われるが、メタリフェルホソアカクワガタに比べて飼育は難しいとされる。高温にも弱く、成虫もメタリフェルほど丈夫ではない。
大型のホソアカクワガタ三種の中で、本種が最も入手しづらい部類の為に、エラフスやメタリフェルよりも見かける事は少なく、飼育者も多くない。

## 画像

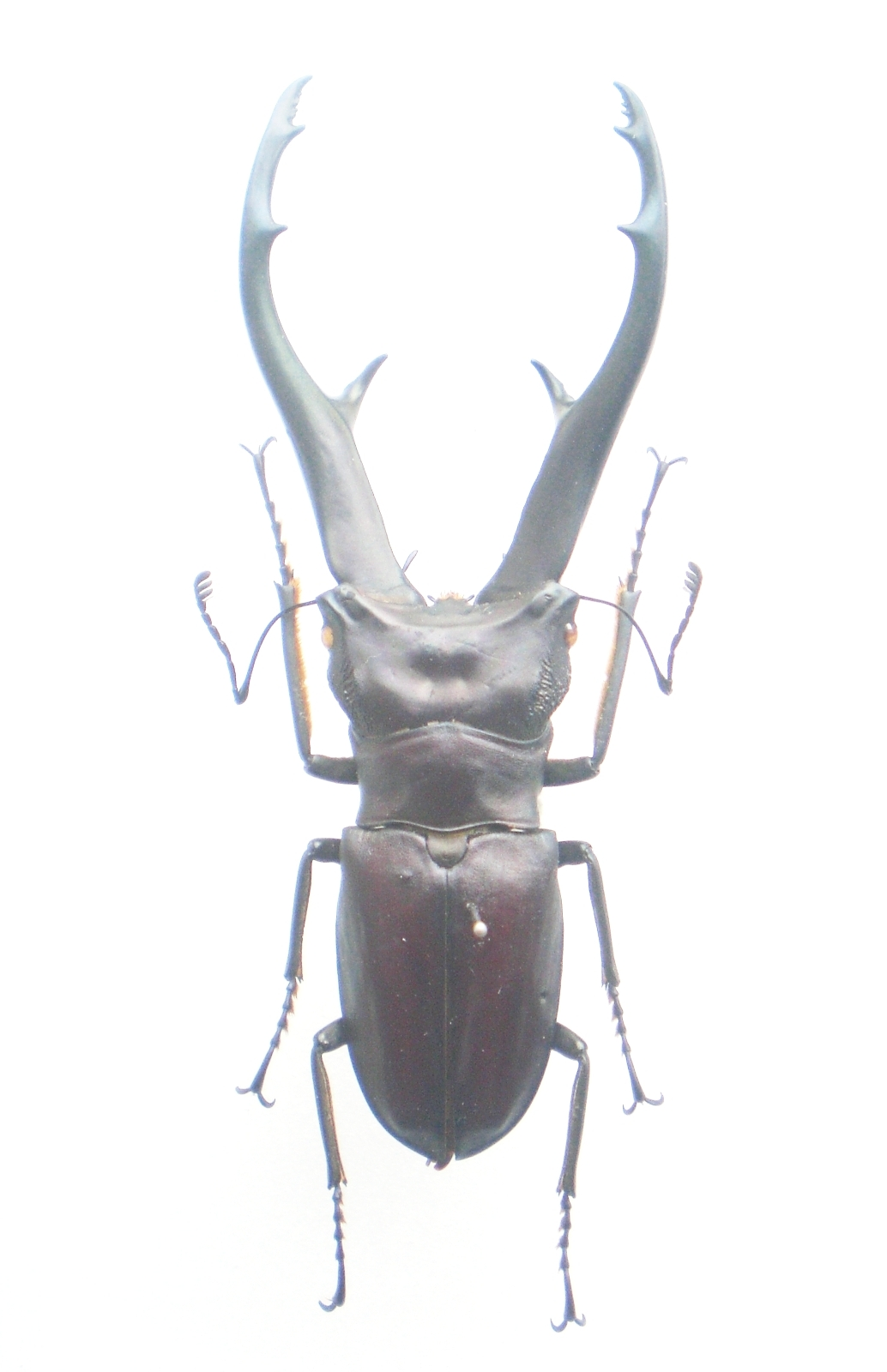
黒化型78mm
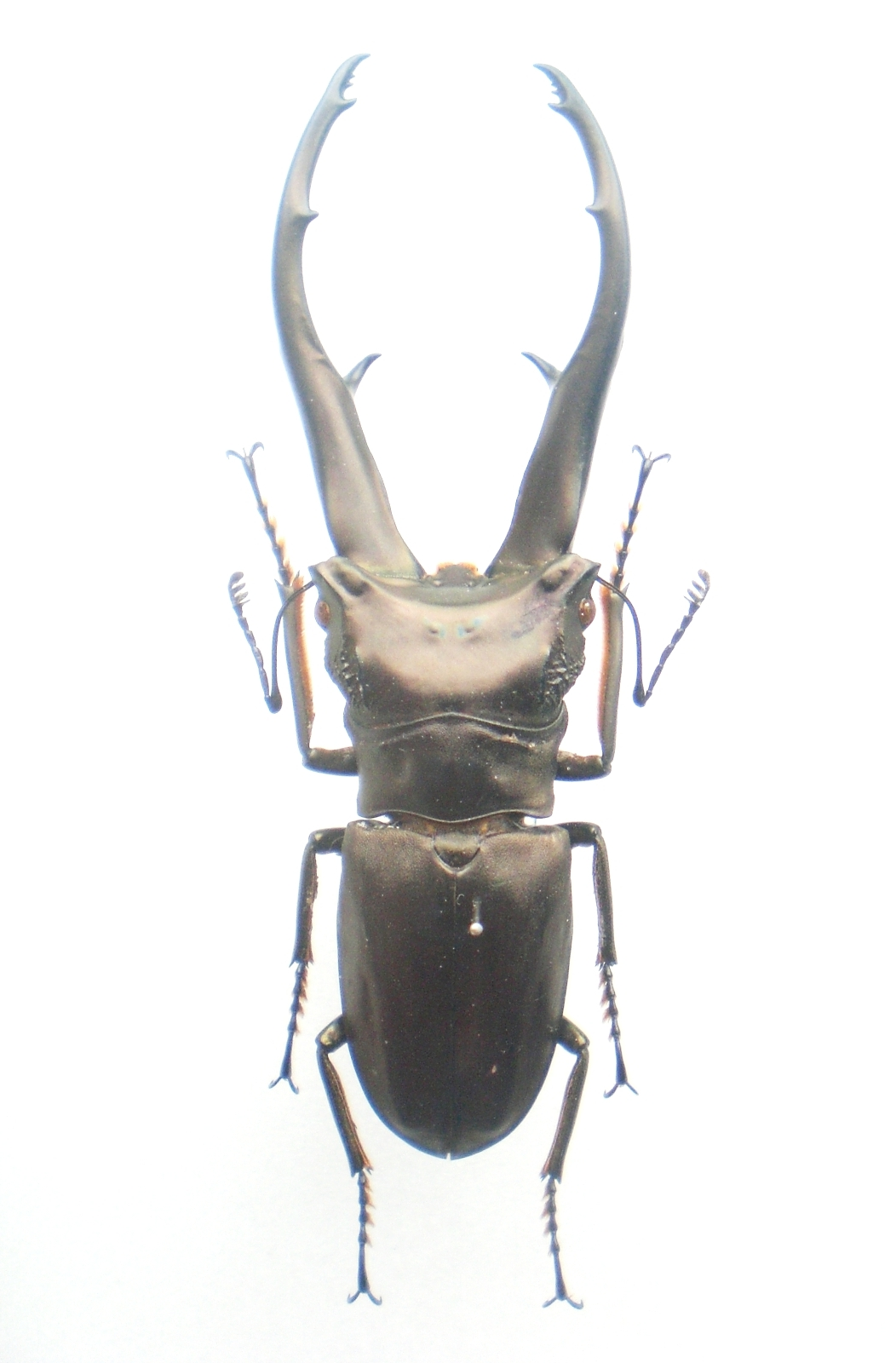
普通型74mm
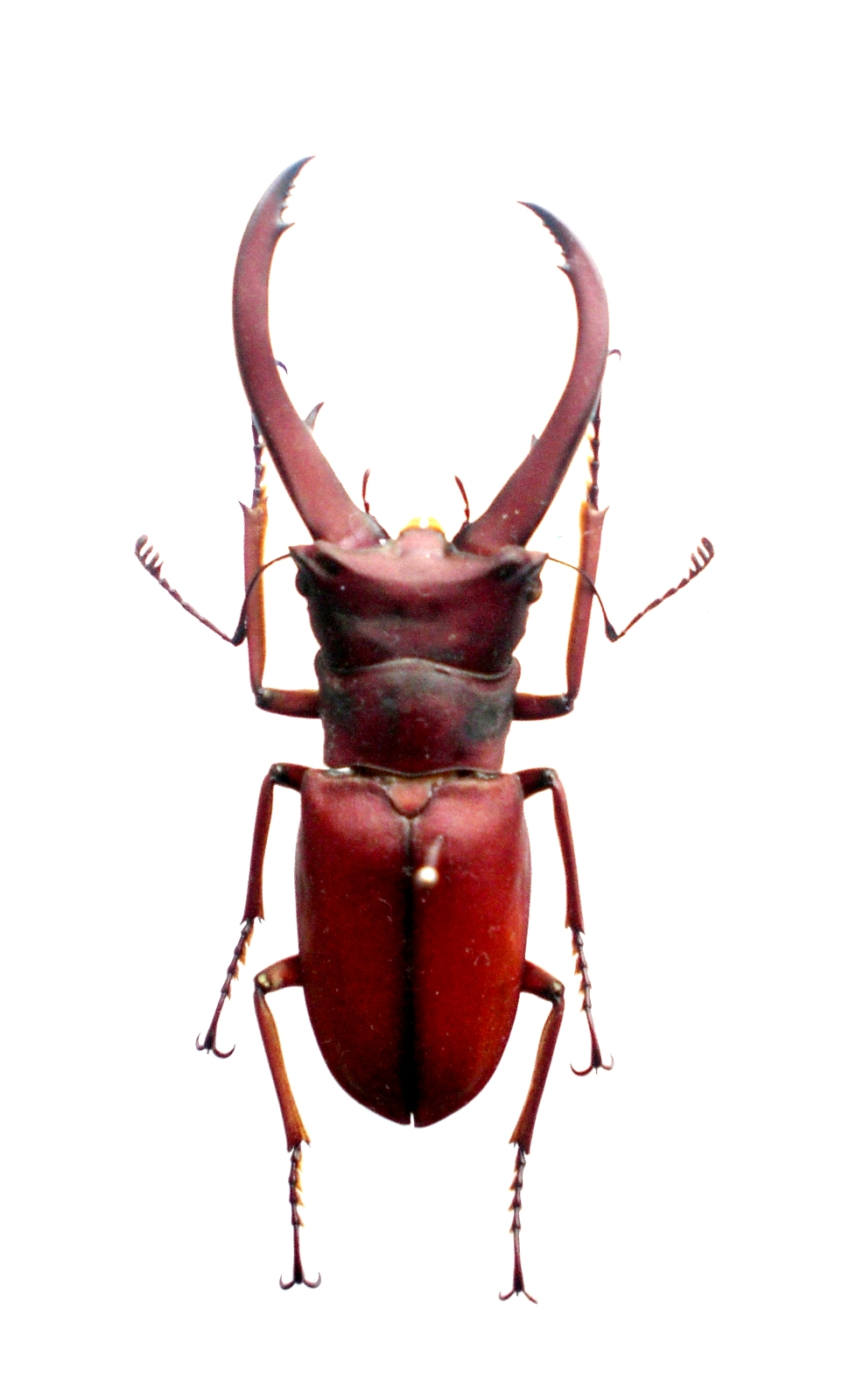
赤褐色型53mm